# Charles Busken Huet
Charles Busken Huet (ook: Huët) (Den Haag, 22 mei 1828 – 29 januari 1879) was een bankdirecteur en politicus in Suriname. 
Hij werd geboren als zoon van Conrad Busken Huët (1792-1847; controleur van 's Rijks Uitgaven) en Théodore Esther Huët (1798-1863). Hij volgde in 1871 Henri Muller op als directeur-voorzitter van de Surinaamsche Bank in Paramaribo. Busken Huet werd in 1878 verkozen tot lid van de Koloniale Staten. Kort na zijn installatie is hij opgestapt als Statenlid. 
Busken Huet overleed begin 1879 op 50-jarige leeftijd.
Zijn oudere broer Conrad Busken Huet was schrijver en literatuurcriticus.